# Oea (città)

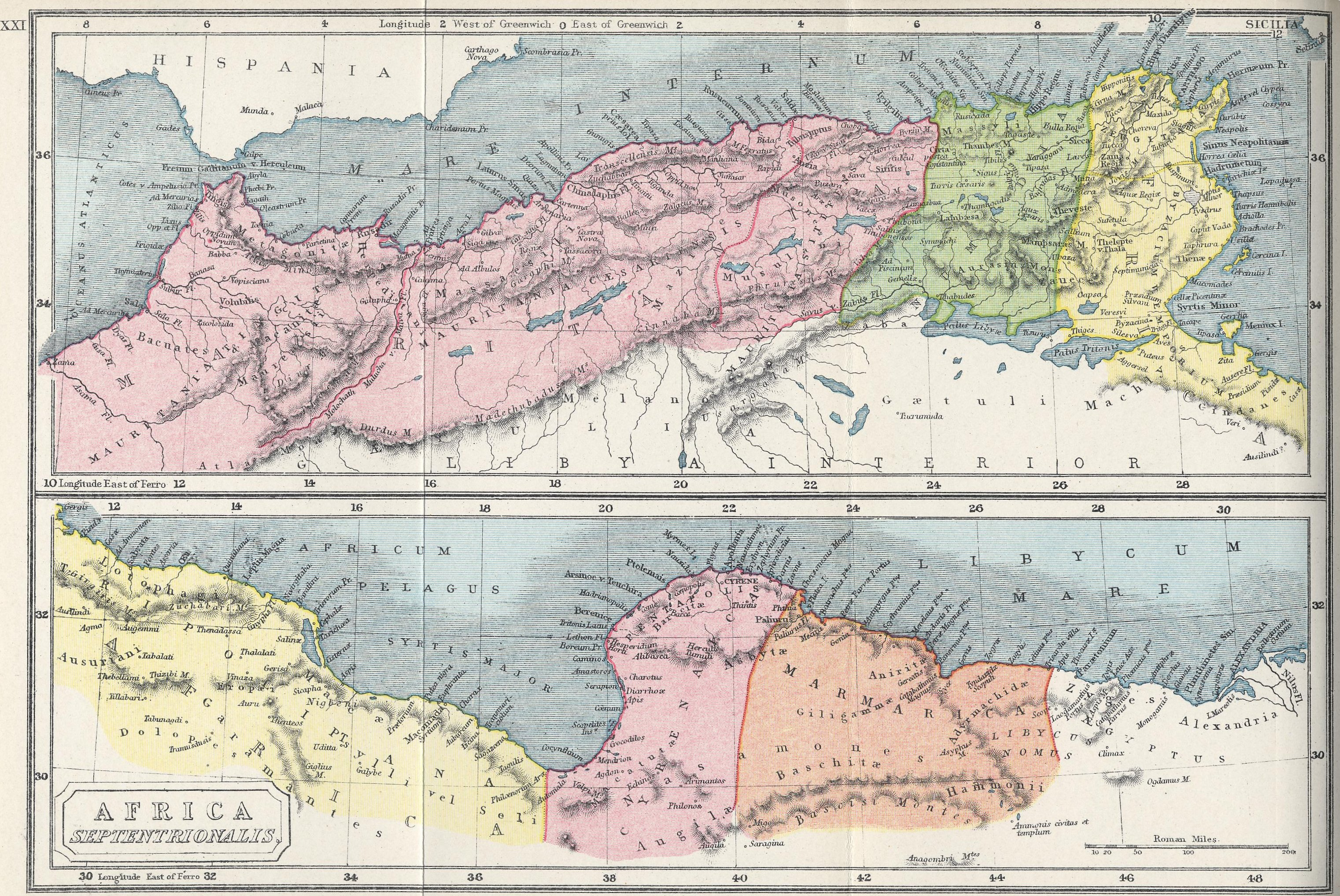
L'Africa settentrionale con la Tripolitania e la Cirenaica in età classica

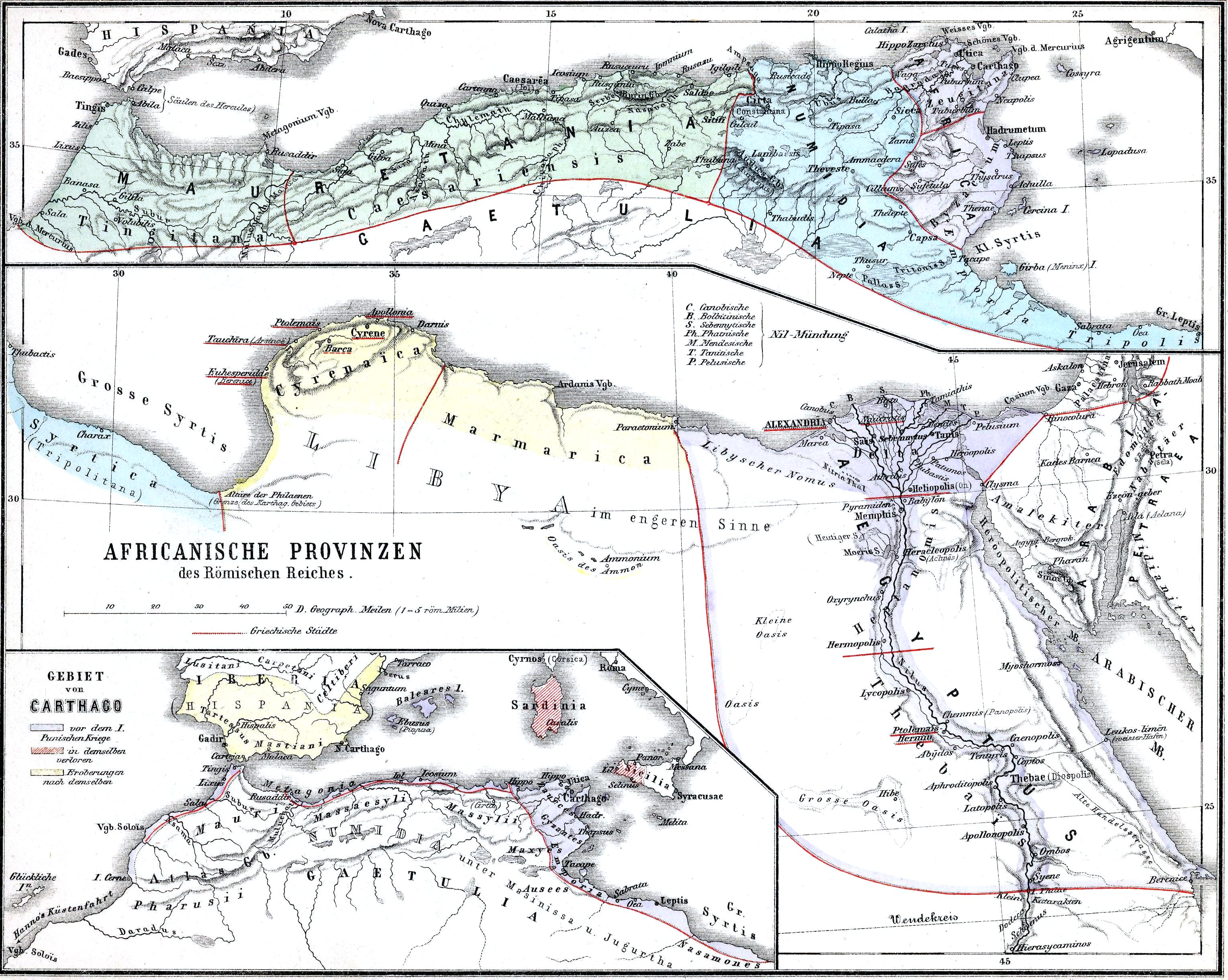
Limes romano in Africa settentrionale

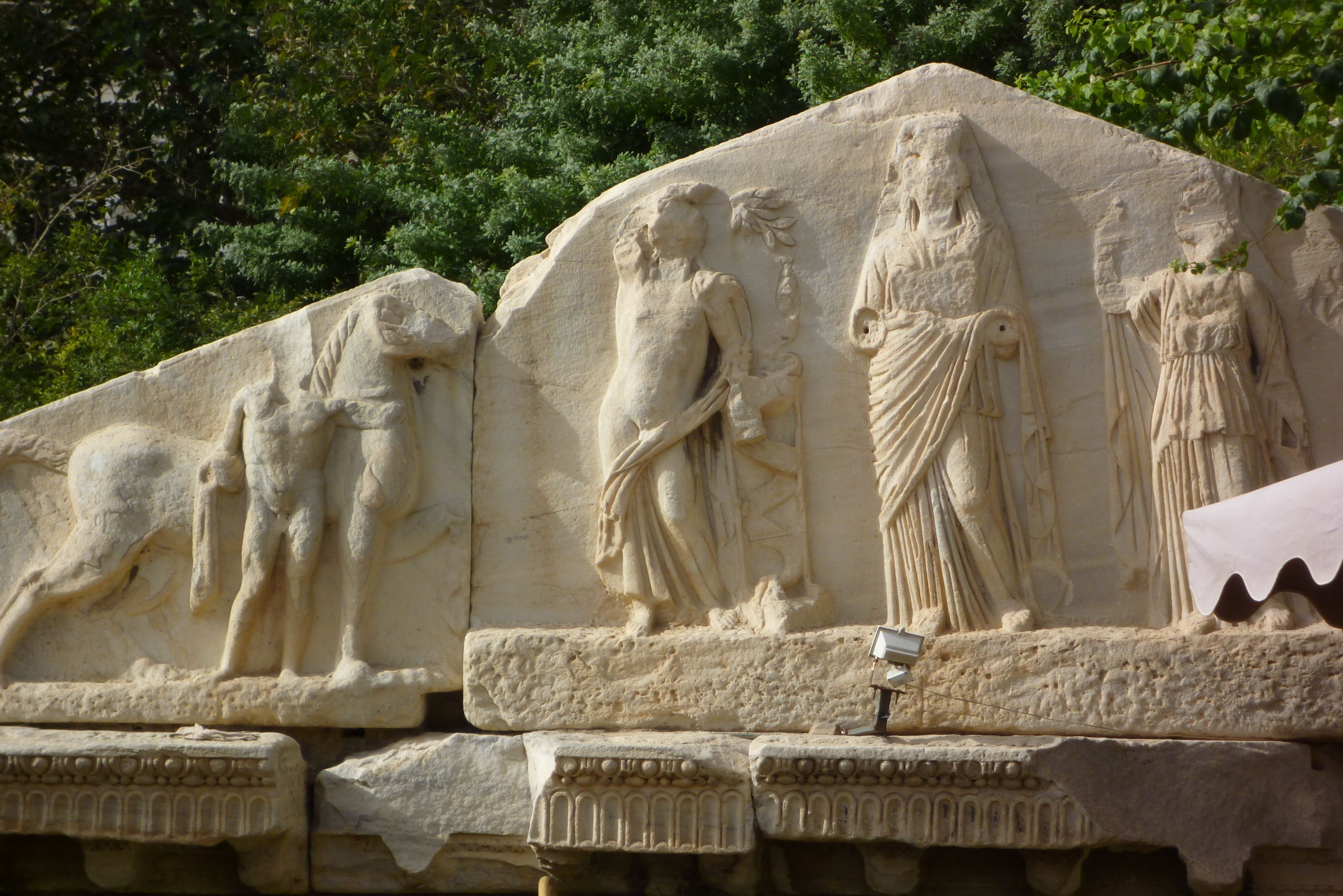
Frontone del tempio del Genio della colonia

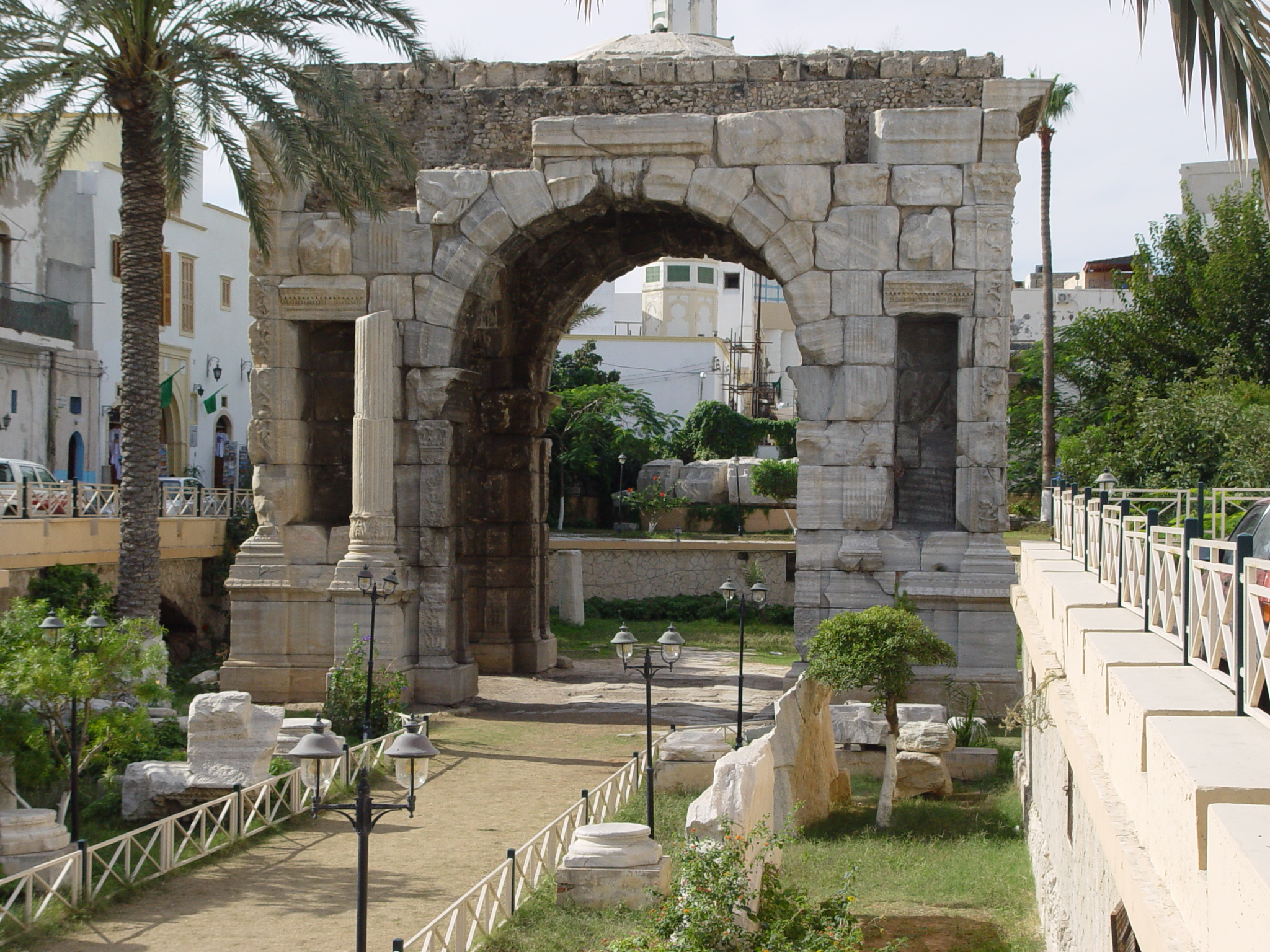
La facciata nord-est dell'arco di Marco Aurelio

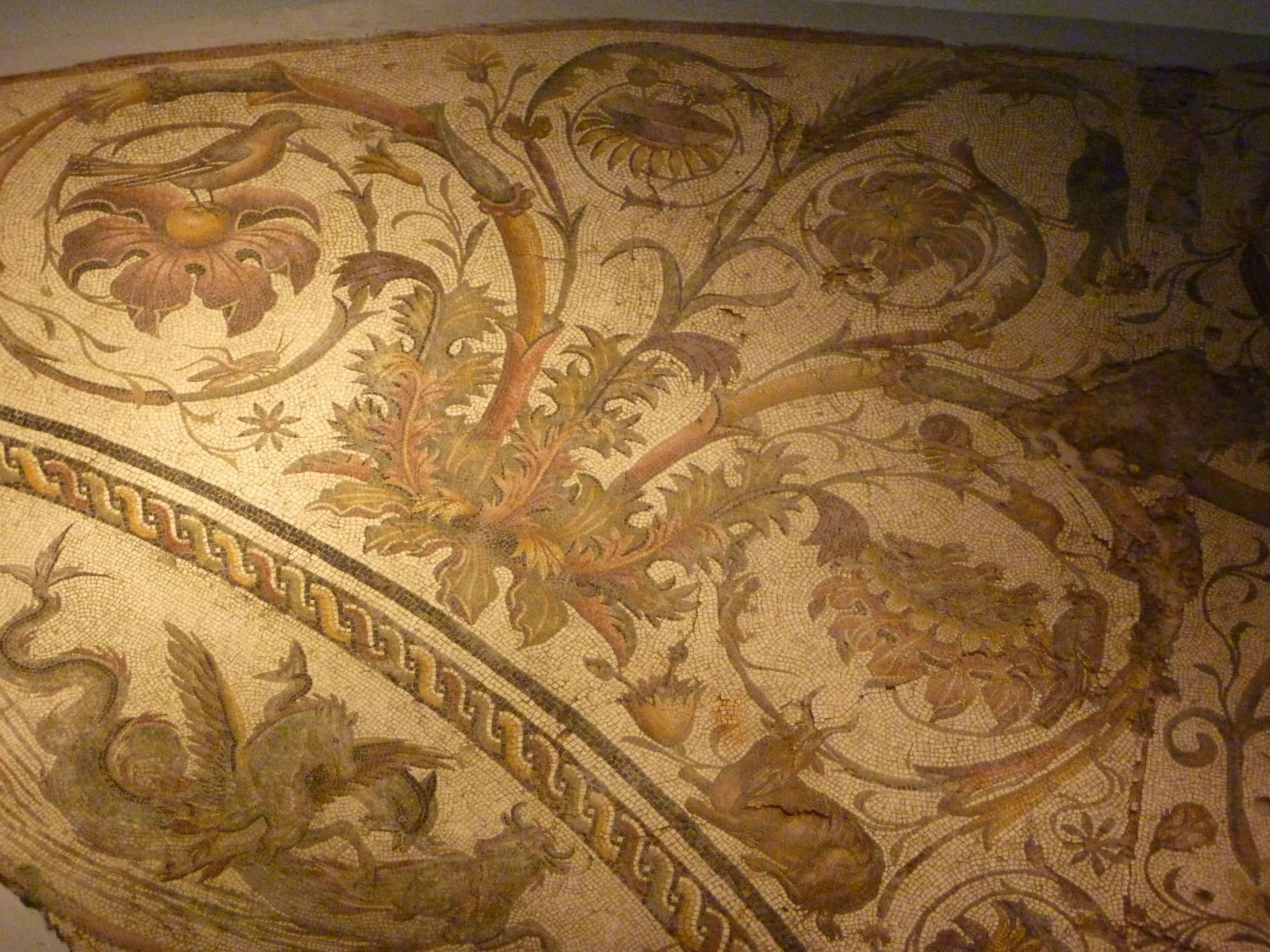
Mosaico, Museo nazionale di Tripoli

Oea era l'antico centro romano su cui sorge la città di Tripoli, attuale capitale della Libia.

## Geografia
La città faceva parte della Tripolitania, regione libica che prendeva questo nome dal greco Τρίπολις  cioè tre città: si trattava delle tre principali città di origine punica della costa occidentale della Libia, ovvero la stessa Oea, Sabratha, e Leptis Magna. Ad essa si giustapponevano allora le cinque principali città della Libia orientale, la cosiddetta Pentapoli cirenaica di origine greca, costituita dal capoluogo Cirene e da altri quattro centri, cioè Apollonia (l'attuale Marsa Susa), in allora porto di Cirene, Esperide-Berenice (l'attuale Bengasi), Tauchira-Arsinoe (l'odierna Tocra), e Barca (l'odierna Al Marj) il cui porto era allora Tolemaide.

## Storia
La città fu colonizzata nel VII secolo a.C. da fenici originari di Tiro che le dettero il nome di W'jt. Di quell'epoca restano poche vestigia, tra cui un tofet che comprova che vi avessero luogo sacrifici a Melqart o Moloch, suprema divinità punica.
Dopo aver sofferto la dominazione cirenaica e quella cartaginese, di cui fu a lungo tributaria, la città fu conquistata dapprima dai numidi di Massinissa (161 a.C. circa) e quindi da Roma nel corso della guerra contro Giugurta (106 a.C.): nonostante ciò, in questa periodo mantenne una formale indipendenza da Roma.
Apollo e Minerva ne erano considerate le divinità protettrici.
Sotto Tiberio Oea fu incorporata nella provincia d'Africa e ricompresa nella Regio Syrtica: una delle conseguenze principali di tale misura fu l'abolizione del privilegio di coniazione autonoma, fino ad allora riconosciuto nella regione.
All'inizio del III secolo entrò a far parte della Regio Tripolitana, così chiamata appunto per il menzionato legame con Sabratha e Leptis, fiorendo sotto Settimio Severo, originario di quest'ultima città, che probabilmente elevò l'area al rango di provincia.
Nel 439 Oea e le altre città della Tripolitania furono conquistate dai vandali di Genserico.
Nel 533 la città fu ripresa dai bizantini di Belisario, che ne scacciò i vandali.
Rimase cristiana fino alla conquista araba del 643, avvenuta dopo un assedio durato un mese. Peraltro, ancora all'inizio dell'XI secolo nell'oasi di Gefàra, a soli venti chilometri dalla città, era segnalata la presenza di una comunità cristiana che obbediva ad un iudex.
Oea assunse il nome di Tripoli una volta che Sabratha e Leptis Magna furono abbandonate dalla popolazione.

## Monumenti
La città araba attuale sorge sulle rovine dell'antica Oea che ne ha in parte fornito i materiali da costruzione: è a causa di ciò che restano poche vestigia romane, tra cui l'arco di Marco Aurelio del 165, il tempietto del Genio della colonia del 183 (riportante un'iscrizione che in origine faceva riferimento a Commodo, successivamente rimossa per la damnatio memoriae che colpì questo imperatore) e il tempio di Mitra (Mithraeum) risalente al IV secolo.
Il principale monumento di epoca romana della città è l'arco di Marco Aurelio che si trova presso l'entrata nord-orientale della Medina.
Si tratta di un arco romano quadrifronte, sormontato da una particolare cupola ottagonale, che fu fatto innalzare (interamente in marmo) da Gaio Calpurnio Celso, duumviro quinquennale della città, per commemorare le vittorie sui Parti di Lucio Vero, fratello dell'imperatore Marco Aurelio.
Il monumento è fatto risalire al 165, e non a data posteriore, perché l'imperatore è indicato soltanto col titolo di armeniacus e non anche con quello di medicus e parthicus, che gli sarebbe stato conferito nel 166.
Sui due frontoni principali appaiono i numi tutelari della città, Apollo e Minerva, su bighe trainate da grifoni e sfingi; secondo un'altra interpretazione, sulle bighe sarebbero ritratti rispettivamente Lucio Vero e la dea Roma. Nelle quattro nicchie poste sulle facciate a nord-est e a sud-ovest dell'arco, ora vuote, dovevano apparire le statue degli imperatori, come quella di Lucio Vero che fu recuperata durante gli scavi novecenteschi.
Nel corso dei secoli successivi l'arco fu parzialmente interrato. Subito dopo la conquista coloniale, tra il 1914 e il 1918, fu recuperato dall'amministrazione italiana che ne curò il consolidamento e il restauro.